# USA:s damlandslag i basket
USA:s damlandslag i basket (engelska: United States women's national basketball team) representerar USA i basket på damsidan. Laget hämtar sitt spelarmaterial från proffsligor som WNBA, men också från de amerikanska collegeserierna.
Laget har vunnit flera olympiska guld och världsmästerskap, och förlorade inte en landskamp mellan åren 1994 och 2006.

## Guldmedaljer
- Olympiska guldmedaljörer: 1984, 1988, 1996, 2000, 2004, 2008, 2012, 2016, 2020
- Världsmästare: 1953, 1957, 1979, 1986, 1990, 1998, 2002, 2010, 2014, 2018, 2022

Dessutom tog USA olympiskt silver 1976 och brons i världsmästerskapet 1983, samt olympiskt brons Basket vid olympiska sommarspelen 1992 och brons i 1994 och 2006 års världsmästerskap.